# رئيس الأركان

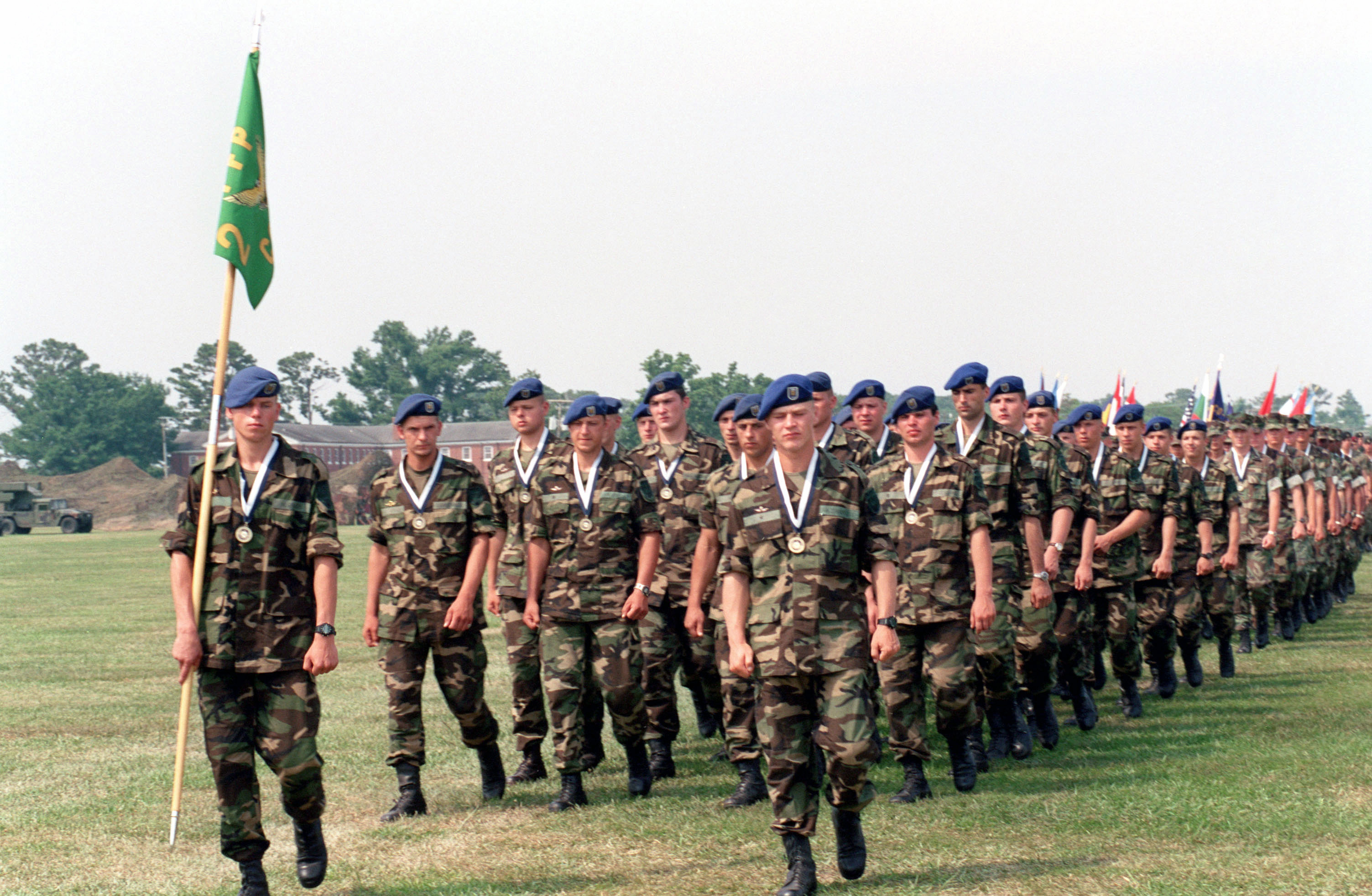

رئيس الأركان العامة للجيش هو القائد العام للجيش الذي يحمل عادة أعلى رتبة عسكرية. ويندرج تحت أمرته هيئة الأركان وتضم قيادات القوات البرية والقوات البحرية والقوات الجوية ويعاونه كذلك قيادة أو هيئات منها هيئة العمليات والخطط وهيئة التعليم العسكري وهيئة الطبابة العسكرية وهيئة الاستخبارات والامن وهيئة القضاء العسكري وهيئة الإمداد والتموين بأختصار كافة فروع القوات المسلحة.
ويكون رئيس الأركان هو المسئول أمام رئيس الدولة عن واجب الدفاع عن البلاد وعمليات قواته داخل وخارج الوطن وينحصر دوره في الجانب الفني العسكري وبدوره يكون تابعا من الناحية التنظيمية للدولة لوزير الدفاع وهو منصب سياسي يهتم بتجهيز القوات وإدارة مواردها المالية وتنظيم العلاقة بين الجيش كمؤسسة وباقي وزارات الدولة.

## القائد الأعلى
يعتبر القائد الأعلى هو عادة رئيس الدولة وتكون له صلاحيات إعلان الحرب وكذلك التعبئة العامة وإعلان السلم ووقف إطلاق النار وهو المسؤول عن تعيين رئيس الأركان في الدولة.

## القائد العام
القائد العام لجيش أو مجموعة جيوش مسؤولة عن منطقة محددة أو مهمة محددة يكلف أحد ضباطه الكبار بمهمة رئيس أركان هذة الجيوش وهذا يكون في الجيوش الكبيرة للدول العظمى التي تنتشر قواتها في أماكن متباعدة وتوكل لها مسؤوليات مختلفة وعادة تكون قواتها بحجم فرق (فرقة عسكرية) 
في البلاد ذات الجيوش المتوسطة أو الصغيرة والتي تنحصر مسؤولياتها بهمة الدفاع عن تراب الوطن فإن رئيس الأركان هو نفسه القائد العام.
أن مهام رئيس الأركان قد توزع على الوحدات الأصغر فيكون هناك رئيس أركان القوات الجوية ورئيس أركان القوات البرية ورئيس أركان القوات البحرية وبنفس الطريقة في بعض التنظيمات لدى الجيوش يكون لقائد الفرقة العسكرية أو حتى اللواء رئيس أركان يجمع في فريق عمله ضباط اللواء مثل ركن العمليات ركن الاستخبارات ركن الدروع ركن المشاة ركن الدفاع الجوي، ولكن ألغي العمل بهذا المسمى في بعض الجيوش ولم تعد مستعملة. فمثلا في النظام العسكري العراقي فيما عدا رئيس أركان الجيش فإنه يوجد منصب رئيس أركان الفيلق ورئيس أركان الفرقة، وفي مستوى اللواء يوجد منصب مقدم اللواء وهو يشرف على ضباط الركن ضمن مقر اللواء.